# Juan Aguinaga
Juan Francisco Aguinaga Garzón (Quito, 4 gennaio 1978) è un calciatore ecuadoriano, centrocampista dell'Universidad Católica di Quito.

## Carriera

### Club
Ha giocato per l'ESPOLI dal 1997 al 2002, prima di passare all'Aucas, al 2006.

### Nazionale
Per la nazionale di calcio ecuadoriana, ha fatto parte della lista di 22 convocati alla Copa América 2001.